# Vimarcé
Vimarcé korábbi község Franciaország Loire mente régiójában, Maine-et-Loire megyében. Lakosainak száma 234 fő (2018. január 1.). Vimarcé Saint-Georges-sur-Erve, Saint-Martin-de-Connée, Saint-Pierre-sur-Orthe, Le Grez és Rouessé-Vassé községekkel határos.
2021. január 1-jén Saint-Pierre-sur-Orthe és Saint-Martin-de-Connée korábbi községgel egyesült és az így létrejött Vimartin-sur-Orthe új község része lett.

## Népesség
A település népessége az elmúlt években az alábbi módon változott:
| Lakosok száma | 351  | 310  | 254  | 236  | 249  | 225  | 236  | 244  | 237  | 234  |
|               | 1968 | 1975 | 1982 | 1999 | 2006 | 2011 | 2013 | 2016 | 2017 | 2018 |